# Кришов

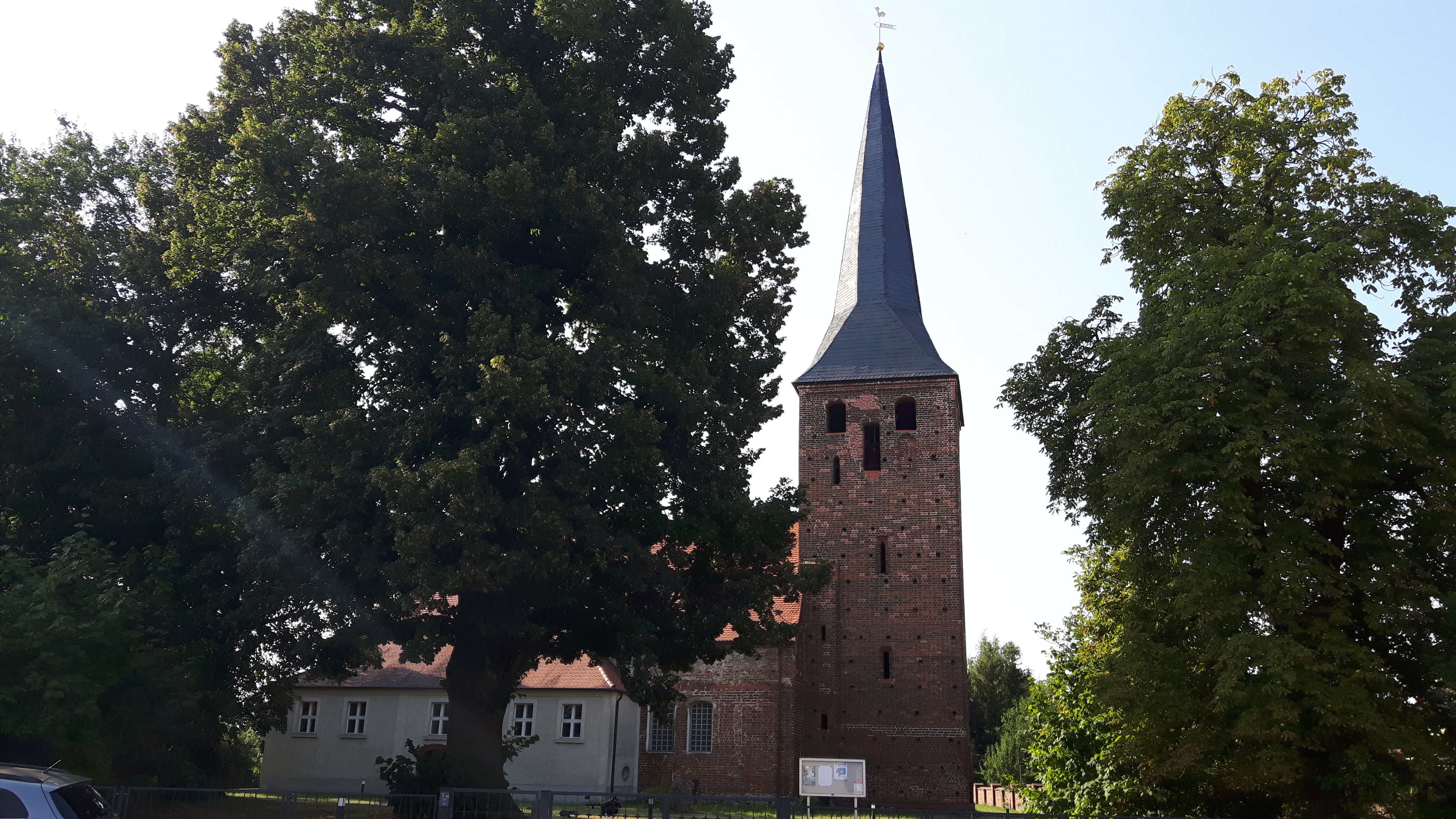

Кри́шов или Кси́шов (нем. Krieschow; н.-луж. Kśišow) — деревня в Нижней Лужице, Германия. Входит в состав коммуны Кольквиц района Шпре-Найсе в земле Бранденбург.

## География
Находится около четырнадцати километров на запад от Котбуса и в семи километрах на юго-восток от Фечау между автомобильными дорогами A15 и L49.
Соседние населённые пункты: на северо-востоке — деревня Голбин, на севере — деревня Горней, на северо-востоке — деревня Кособуз, на востоке — деревня Лимберг (Кольквиц)Лимбарк, на юго-востоке — деревня Кокрёв, на юге — деревня Насеньце, на западе — деревня Дубе и на северо-западе — деревня Бобов.

## История
Впервые упоминается в 1315 году под наименованием Krissow.
В настоящее время деревня входит в состав культурно-территориальной автономии «Лужицкая поселенческая область», на территории которой действуют законодательные акты земель Саксонии и Бранденбурга, содействующие сохранению лужицких языков и культуры лужичан.
Официальным языком в населённом пункте, помимо немецкого, является также нижнелужицкий язык.